# Ultime Évasion
Pour plus de détails, voir Fiche technique et Distribution.
Ultime Évasion (The Escapist) est un film britannico-irlandais de Rupert Wyatt sorti en 2008.

## Synopsis
Franck Perry est un détenu emprisonné à perpétuité. Il reçoit un jour une lettre de sa fille, lui annonçant qu'elle est mourante. Voulant à tout prix faire la paix avec elle avant qu'il ne soit trop tard, Frank échafaude un plan d'évasion avec certains de ses co-détenus : Lenny Drake, Brodie et Viv Batista...

## Fiche technique
- Titre français : Ultime Évasion
- Titre original : The Escapist
- Réalisation : Rupert Wyatt
- Scénario : Daniel Hardy et Rupert Wyatt
- Musique : Benjamin Wallfisch
- Photographie : Philipp Blaubach
- Montage : Joe Walker
- Décors : Jim Furlong
- Costumes : Maeve Paterson
- Direction artistique : Irene O'Brien
- Production : Alan Moloney, Adrian Sturges

Producteurs délégués : Brian Cox, Tristan Whalley
Coproductrice : Susan Mullen
- Sociétés de production : Picture Farm, Parallel Film Productions avec la participation de Irish Film Board
- Distribution :  IFC Films,  Haut et Court
- Genre : thriller, drame
- Durée : 95 minutes
- Pays de production :  Royaume-Uni,  Irlande
- Langue originale : anglais
- Dates de sortie[1] :
  - États-Unis : 21 janvier 2008 (Festival du film de Sundance)
  - Irlande : 24 février 2008 (Festival international du film de Dublin)
  - Irlande, Royaume-Uni : 20 juin 2008
  - Belgique : 11 octobre 2008 (Festival international du film de Flandre-Gand)
  - France : 4 février 2009 (sortie en vidéo)

## Distribution
- Brian Cox (VF : Patrick Descamps) : Frank Perry
- Damian Lewis (VF : Emmanuel Texeraud) : Rizza
- Joseph Fiennes (VF : Mathieu Moreau) : Lenny Drake
- Seu Jorge (VF : Claudio Dos Santos) : Viv Batista
- Liam Cunningham (VF : Martin Spinhayer) : Brodie
- Dominic Cooper (VF : Alexandre Crepet) : Lacey
- Steven Mackintosh (VF : Franck Dacquin) : Tony
- Stephen Farrelly : Two Ton

Sources et légende : Version française (VF) sur Voxofilm

## Distinctions
Source : Internet Movie Database

### Récompenses
- BAFTA Scotland 2008 : meilleur acteur pour Brian Cox
- British Independent Film Awards 2008 : meilleure production

### Nominations
- British Independent Film Awards 2008 : prix Douglas Hickox du meilleur réalisateur débutant pour Rupert Wyatt
- World Soundtrack Awards 2008 : découverte de l'année pour Benjamin Wallfisch
- Evening Standard British Film Awards 2009 : nouveau venu le plus prometteur pour Rupert Wyatt (comme réalisateur et scénariste)
- Irish Film and Television Awards 2009 : meilleur film
- London Film Critics Circle Awards 2009 : meilleur nouveau réalisateur britannique pour Rupert Wyatt